# Los cómics de la Transición
Los cómics de la Transición (El boom del cómic adulto, 1975-1984) es un libro de la profesora Francisca Lladó Pol, publicado en 2001 por Ediciones Glénat dentro de su Colección Viñetas, siendo el tercero de la misma, con la colaboración de la Universidad de las Islas Baleares. Es uno de los primeros estudios dedicados al cómic en los medios académicos y universitarios españoles. Analiza el llamado «boom del cómic adulto en España». Su ISBN/ISSN es 84-8449-108-0 y su depósito legal, B. 48996-01.

## Trayectoria editorial
El libro es una refundición de la tesis doctoral de la autora: El cómic en España: análisis histórico y de contenidos de las revistas publicadas entre 1974 y 1985.

## Contenido
El libro consta de 153 páginas. Tras un prólogo de Catalina Cantarellas Camps, profesora de Historia del Arte de la U.I.B, y tras la introducción, se estructura en tres capítulos claramente diferenciados:
1. Evolución y estructura interna de las revistas de cómic.
2. Temática y personajes significativos.
3. Dibujantes y guionistas.

Termina con la bibliografía.